# بطولة العالم للسوبرسبورت
بطولة العالم للسوبرسبورت (بالإنجليزية: Supersport World Championship)‏ هي منافسة لسباقات الدراجات النارية تجري على أسطح معبدة، يقود فيها المتسابقون دراجات 600 إلى 700 سي سي حسب عدد الإسطوانات. البطولة الأم لهذه المسابقة هي بطولة العالم للسوبربايك. تم تنظيم وتسويق المسابقة عن طريق «إف جي سبورت» من سنة 2008 إلى 2012، ثم انتقل التنظيم إلى شركة «دورنا سبورت».
انطلق أول سباق في سنة 1997 وفاز به الإيطالي باولو كاسولي الذي كان يقود دراجة دوكاتي 748.